# Madarász László (politikus)
Kisfaludi Madarász László (Nemesgulács, Zala vármegye, 1811. szeptember 25. – Good Hope, Missouri, Amerikai Egyesült Államok, 1909. november 6.) magyar politikus, a reformellenzék tagja, majd az 1848–49-es forradalom és szabadságharc rendőrminisztere volt. Miután Zichy Ödön gyémántjainak elsikkasztásával megvádolták, lemondott, és a szabadságharc leverése után az Egyesült Államokba emigrált.

## Élete
A nemesi származású kisfaludi Madarász család sarja. Madarász László a Zala vármegyei Nemesgulácson (akkori nevén Gulács) született 1811. szeptember 25-én. Apja, Madarász Gedeon, Somogy vármegyei táblabíró, édesanyja, Tóth Zsófia volt. Jogot tanult és ügyvédi végzettséget szerzett. Ezt követően testvérével, Madarász Józseffel együtt csatlakozott a Somogy és Fejér megyei reformellenzék radikális szárnyához. Az 1847-1848-as országgyűlésen Somogy megye követe, 1848-ban a népképviseleti országgyűlésen pedig Fejér megye csákvári választókerületének képviselője volt. Országgyűlési tevékenysége során a radikális baloldal vezéregyéniségévé vált. Részt vett az Egyenlőségi Társaság szervezésében és az elnöki posztot is ő töltötte be. Emellett az 1848. július 1-jén induló Nép-elem folyóirat szerkesztésében is szerepet vállalt.
1848 őszén bekerült az Országos Honvédelmi Bizottmány tagjai közé, november 28-án pedig az Országos Rendőri és Postaosztály vezetőjévé nevezték ki. 1849-ben Madarász László volt a kezdeményezője a Habsburg-ház trónfosztásának és Kossuth kormányzó-elnökké választásának (1849. április 14.), ezzel az OHB működése véget ért. Ezek után nem volt jogi akadálya a Szemere-kormány megalakulásának (május 2.). A Békepárt vezérei Madarász Lászlóban látták a legnagyobb veszedelmet, ezért megvádolták, és elhíresztelték, hogy a Görgei Artúr által árulóként kivégeztetett Zichy Ödön ingóságai közül a gyémántokat Madarász magához vette, „gyémántos Madarásznak”, „gyémántos miniszternek” kezdték gúnyolni.
Debrecenben a Békepárt folyamatosan támadta. Politikai ellenfelei hamarosan jogi útra terelve a Zichy Ödön féle zár alá vett értékek ügyét, s személy szerint őt is vádolva az azok kezelésében elkövetett mulasztások miatt, 1849 áprilisában lemondásra kényszerítették. Ezt követően képviselői mandátumát is feladta, azonban a csákvári választókerületben újra megválasztották. Még a világosi fegyverletétel előtt Svájc, Franciaország és Anglia érintésével 1850 őszén Egyesült Államokba emigrált. Letelepedése után haláláig farmerként dolgozott és nem folytatott semmilyen politikai tevékenységet. Remeteként élt, kizárólag családja körében tartózkodott, Amerikában csak Varga Ferenccel barátkozott, az itthoniak közül testvérével, Madarász Józseffel tartotta a kapcsolatot. Mind Varga Ferenc, mind Madarász József meg voltak győződve Madarász László ártatlanságáról. Jogi igazságot azonban életében soha senki nem szolgáltatott neki, az ellene folytatott eljárás máig tartalmaz tisztázatlan kérdéseket. 1909. november 6-án hunyt el Good Hope-ban (Douglas megye, Missouri).

## Az utókor Madarászról és a Zichy-ingóság ügyéről
A dualizmus korában Madarász László objektív értékelését akadályozta, hogy a levéltári iratanyaghoz még nem lehetett hozzáférni, illetve Madarász politikailag megosztó személye: a kiegyezést elutasítók kiálltak mellette, a kiegyezés támogatói pedig elutasították.  
A kommunista diktatúra idején Madarászra és általában a radikálisokra mint a magyar forradalmi baloldal korabeli legfőbb reprezentánsaira tekintettek, és az egész Zichy-ügyet csak minden alap nélküli politikai lejáratásnak tekintették, így csak a rendszerváltás után lehetett objektív történészi véleményt kialakítani.
Hermann Róbert véleménye szerint "a Madarász elleni országgyűlési és sajtóagitáció [...] egy politikai hadjárat részét képezte, de ennek a hadjáratnak ténybeli alapja volt. Bár az ügy minden egyes részlete nem tisztázható, a fennmaradt iratanyag alapján valószínűsíteni lehet, hogy a saját hatalmától megrészegült Madarász 1849 telén valóban afféle hitbizományként kezelte a rábízott, pontosabban, saját kezelése alá vont vagyontárgyakat. [...] Amikor azonban Madarász látta, hogy politikai karrierje forog kockán, sietett helyrehozni szándékolt és megvalósított sikkasztását, de ekkor már késő volt." S bár Madarász védelmezői azt állítják, hogy e vagyontárgyakat országos (diplomáciai) célokra vette  igénybe, ezt semmilyen forrás nem igazolja. Madarász végül nincstelenül jutott ki Amerikába, de a hűtlen kezelés vétségét már azzal is elkövette, hogy a heteken át a hálószobájában őrzött ládákon levő pecsétek fel lettek törve.